# Мальтійська протока

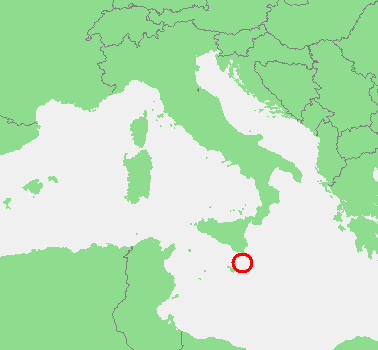

36°21′56″ пн. ш. 14°34′43″ сх. д. / 36.36556° пн. ш. 14.57861° сх. д.
Мальтійська протока — протока, що відокремлює Мальту від південної частини Сицилії. Протока служить сполучною ланкою морського шляху з Європи на Мальту. Ширина його становить 93 км, глибина в центральній частині — від 100 до 150 м. На острові Мальта розташований порт Валлетта, на Сицилії — порти Джела та Сиракуза.
Під час Другої світової війни в цій протоці відбувалися морські битви. Вона була замінована, коли Мальта була колонією Великої Британії. Також тут були й інші морські битви, між флотами Мальти й Османської імперії, а також в ході Пунічних війн.